# ثغرة الاحتباس الحراري

ثغرة الاحتباس الحراري، ويُشار لها أحيانًا بانقطاع الاحتباس الحراري أو تباطؤ الاحتباس الحراري، هي فترة تغير طفيف نسبي في متوسط درجات الحرارة السطحية. في فترة الاحتباس الحراري الحالية، تبرز فترات كثيرة مثل فترات خمسة عشر عامًا في سجل درجات الحرارة السطحية، إلى جانب الأدلة القوية بشأن المنحنى الحراري طويل الأمد. تكون هذه «الثغرة» أقل من فترة الثلاثين عامًا التي يُحتسب متوسط المناخ خلالها.  
أُحيطت ادعاءات الاحتباس الحراري بالدعايات خلال الفترة بين عامي 1998 و2013. وكان عام إل نينو الحار بصورة استثنائية لعام 1998 قيمة معزولة عن منحنى درجة الحرارة المستمر، وبذلك أدت درجات الحرارة المتتالية سنويًا إلى ظهور الثغرة: بحلول يناير 2006، بدا للبعض أن الاحتباس الحراري انتهى أو توقف. أظهرت دراسة في عام 2009 أن العقود التي لم تعاني من الاحتباس الحراري لم تكن استثناءً، وأظهرت دراسة في عام 2011 أنه على الرغم من بذل مخصصات للتقلبات المعروفة، واصل منحنى درجة الحرارة المتزايد استمراره دون توقف. كان هناك ازدياد في الاهتمام العام في عام 2013 إبان فترة إعداد تقرير التقييم الخامس للجنة الدولية للتغيرات المناخية، ورغم المخاوف حيال كون فترة الخمسة عشر عامًا قصيرة جدًا لتحديد منحنى فعال، تضمن تقرير التقييم الخامس للجنة الدولية للتغيرات المناخية قسمًا حول الثغرة، والتي عُرفت بأنها منحنى خطي متزايد خلال فترة خمسة عشر عامًا من 1998 إلى 2012 أصغر مقارنة بفترة ستين عامًا من 1951 إلى 2013. بحثت دراسات مختلفة بالأسباب المحتملة للتباطؤ قصير الأمد. ورغم استمرار مجمل النظام المناخي بحشد الطاقة بسبب ميزانية طاقة الأرض، تشير قراءات درجات حرارة سطح الأرض المتاحة إلى معدلات أبطأ في تزايد الاحتباس الحراري السطحي مقارنة بالعقود الماضية. إذ تُظهر القياسات عند قمة الغلاف الجوي أن الأرض تستقبل اشعاعًا أكثر من الذي تعكسه إلى الفضاء، ما يؤدي إلى الاحتباس الحراري في النظام المناخي للأرض بفعل الطاقة المتبقية.
ألقى بحث صدر في يوليو 2015 حول قاعدة بيانات الإدارة الوطنية للمحيطات والغلاف الجوي المحدّثة شكوكًا بشأن وجود الثغرة، ولم يجد أي دليل على التباطؤ حتى في السنوات المبكرة. رحب العلماء العاملون على قواعد بيانات أخرى بهذه الدراسة، رغم تعبيرهم عن رأيهم بشأن كون منحنى الاحتباس الحراري المؤَخر يتضمن قيمًا أقل مقارنة بفترات سابقة بنفس المدة. وتبعًا لذلك، تدعم دراسة مفصلة الاستنتاج الذي يشير إلى استمرارية الاحتباس الحراري، لكنها وجدت أن الاحتباس الحراري كان أقل في الفترة بين عامي 2001 و2010 مقارنة بالنماذج المناخية المتوقعة، وقد يعزى هذا التباطؤ إلى التغيرات قصيرة الأمد أثناء التذبذب العقدي للمحيط الهادئ، والذي كان سلبيًا خلال تلك الفترة. لم تجد مراجعة أخرى «أي أدلة موضوعية» على ثغرة الاحتباس الحراري. تستنتج دراسة احصائية حول بيانات درجات الحرارة العالمية منذ عام 1970 بأن مصطلح «الثغرة» أو «الانقطاع» غير مبرر. ومع ذلك، شكك بعض علماء المناخ بادعاء أن الثغرة غير مدعومة بأدلة، مجادلين بأن تصحيحات البيانات مؤخرًا لا تنفي وجود الثغرة.
بمعزل عن النقاشات حول البيانات والقياسات في الأعوام المبكرة، اتضح أن عام 2015 كان أكثر حرًا من أي من الأعوام السابقة، قبل بدء ظروف إل نينو آنفًا، أنهى ارتفاع درجة حرارة عام 2015 المصداقية العلمية للادعاءات التي افترضت أن «الثغرة» امتلكت دورًا في منحنى الاحتباس الحراري طويل الأمد، وكان عام 2016  أعلى حرارة بقليل. في يناير 2017، شككت دراسة نُشرت في مجلة جورنال أدفانسز كاست بشكل أكبر بوجود انقطاع مؤخر، علاوة على دليل إضافي حول الاستهانة بدرجات حرارة المحيطات. وجدت دراسة في أبريل 2017 أن البيانات مطابقة لمنحنى احتباس حراري منتظم عالميًا منذ سبعينيات القرن العشرين، بتذبذبات ضمن المدى المتوقع للتباين قصير الأمد. وجدت دراسة مشتركة أجراها علماء من جامعتي فيربانكس وبكين أن البيانات المفقودة حول الاحتباس الحراري السريع للقطب الشمالي استُنبطت وأُدرجت ضمن معدلات درجات الحرارة العالمية، وبذلك اختفت الثغرة كليًا.  

## الدليل

### تغيرات درجات الحرارة السطحية: فترات الثغرة
المناخ هو حالة الجو (المتوسط أو التشتت): تكون الفترة التقليدية لمتغيرات الجو المتوسطة خلال الثلاثين عامًا وفقًا للتعريف الذي وضعته المنظمة العالمية للأرصاد الجوية. أظهر سجل درجة الحرارة الفعال منحنىً نشطًا طويل الأمد ومتعدد العقود للاحتباس الحراري منذ نهاية القرن التاسع عشر، معاكسًا بذلك التبريد طويل الأمد الذي حدث في القرون الماضية كما يتبين في سجلات المناخ القديم. كانت هناك تغيرات معقولة أثناء فترات موسمية إلى عقدية، حيث أظهرت فترات الثغرة منحنيات قصيرة الأمد ويقينًا أقل. تُظهر الثغرات في الفترة 1998-2012 ارتفاعًا بمقدار 0.05 [–0.05 إلى +0.15] درجة مئوية لكل عقد، مقارنةً بالارتفاع طويل الأمد بمقدار 0.12 [0.08 إلى 0.14] درجة مئوية لكل عقد أثناء الفترة الممتدة من عام 1951 إلى عام 2012. يكون ظهور الثغرة حساسًا لأعوام البداية والنهاية المنتقاة: تُظهر فترة الخمسة عشر عامًا بدءًا من عام 1996 معدل ازدياد بمقدار 0.14 [–0.02 إلى 0.18] درجة مئوية لكل عقد، لكن المعدل يقل في فترة الخمسة عشر عامًا بدءًا من عام 1997 بمقدار 0.07 [–0.02 إلى 0.18] درجة مئوية لكل عقد.

### أوجه أخرى من النظام المناخي
ظهرت فترات الثغرات في سجلات درجات حرارة الهواء السطحية، واستمرت عناصر أخرى للنظام المناخي مرتبطة بالاحتباس الحراري بالظهور، إذ لم يتوقف مستوى سطح البحر عن الارتفاع في الأعوام القليلة الماضية.

## تطور وجهات النظر بعد ثغرة 1998
كان عام إل نينو الحار في 1998 استثنائيًا؛ سلط تقرير التقييم الثالث للجنة الدولية للتغيرات المناخية لعام 2001 الضوء على «بروز درجة الحرارة العالمية المرتفعة المرتبطة بأحداث إل نينو من عام 1997 إلى 1998 كحدث متطرف، وأخذت معدلات الاحتباس الحراري المؤخَرة بعين الاعتبار.» يستخدم معارضو إجراءات الاحتباس الحراري هذه الذروة للإشارة بشكل مضلل إلى توقف الاحتباس الحراري؛ في أبريل 2006، أعلن بوب كارتر في صحيفة ديلي تلغراف عن توقف الاحتباس لمدة 8 اعوام، لكن سرعان ما دُحض هذا الخبر. أبلغ تقرير التقييم الرابع للجنة الدولية للتغيرات المناخية لعام 2007 أن «عامي 2005 و1998 كانا الأشد حرًا في سجل درجة حرارة الهواء السطحية العالمي الفعال منذ عام 1850. تحسنت درجات الحرارة السطحية في عام 1998 بفعل حدث إل نينو لعامي 1997 و1998 ولكن في عام 2005 لم يكن هناك وجود لشذوذ قوي مماثل. يُصنف أحد عشر عامًا من أصل الإثني عشر عامًا الماضية (1995 إلى 2006) -كان عام 1996 استثناءً– ضمن الإثني عشر عامًا الأشد حرًا في السجل منذ عام 1850. كان تقرير التقييم الرابع للجنة الدولية للتغيرات المناخية موضع خلاف في خطاب مفتوح في صحيفة ناشونال بوست بتوقيع 94 طرفًا، يُذكر في الخطاب أنه «لم يكن هناك أي احتباس حراري منذ عام 1998. وأن ارتفاع درجة الحرارة اللاحقة لفترة من الاحتباس الحراري في أواخر القرن العشرين تتناسب مع استمرار دورات المناخ الطبيعية متعددة العقود أو الألفية.»